# 아크라 하츠 오브 오크 SC
아크라 하츠 오브 오크 스포팅 클럽(Accra Hearts of Oak Sporting Club) 또는 하츠 오브 오크(Hearts of Oak)는 가나 아크라의 축구 클럽 팀으로, 줄여서 하츠(Hearts)라고 부르기도 한다.
이 팀은 쿠마시를 연고로 하는 아산테 코토코 FC와 라이벌 관계에 있다.

## 주요 대회 성적

### 가나 국내 대회
- 가나 프리미어리그: 우승 21회 (1956, 1958, 1961-62, 1971, 1973, 1976, 1978, 1979, 1984, 1985, 1989-90, 1996-97, 1997-98, 1999, 2000, 2001, 2002, 2004-05, 2005, 2006-07, 2009)
- 가나 FA컵: 우승 9회 (1973, 1974, 1979, 1981, 1989, 1993-94, 1995-96, 1999, 2000)
- 가나 SWAG컵: 우승 7회 (1973, 1974, 1977, 1978, 1979, 1984, 1985)
- 가나 텔레콤컵: 우승 4회 (1974, 1976, 1986, 1998-99)
- 가나 4강컵: 우승 3회 (2002, 2006, 2010)
- PLB 스페셜 녹아웃 토너먼트: 우승 1회
- 가나 공화국 기념일컵: 우승 1회 (2002)

### 국제 대회
- CAF 챔피언스리그: 우승 1회 (2000), 준우승 2회 (1977, 1979)
- CAF 컨페더레이션컵: 우승 1회 (2004)
- CAF 슈퍼컵: 우승 1회 (2001)

## 선수 명단

### 현역
참고: FIFA 자격 규정에 따라 소속된 국가대표팀 국기를 표시합니다. 선수는 복수의 FIFA 비회원국 국적을 가지고 있을 수 있습니다.
| 번호 | 포지션 | 국적        | 이름          |
| ---- | ------ | ----------- | ------------- |
| 8    | MF     | 콩고 공화국 | 글리드 오탕가 |
| 18   | FW     | 카메룬      | 알버트 옹데   |

| 번호 | 포지션 | 국적             | 이름        |
| ---- | ------ | ---------------- | ----------- |
| 29   | FW     | 코트디부아르     | 카심 시세   |
| 34   | MF     | 콩고 민주 공화국 | 린다 엠탱게 |
| 40   | FW     | 콩고 공화국      | 라모스 와넷 |

## 역대 감독
| 감독                | 임기        |
| ------------------- | ----------- |
| 네보이샤 부치체비치 | 2011 ~ 2012 |
| 킴 그랜트           | 2018 ~ 2019 |